# UN-Klimakonferenz in Montreal 2005
Die UN-Klimakonferenz in Montreal fand vom 28. November bis zum 10. Dezember 2005 in Montreal statt. Es war die elfte Weltklimakonferenz. Präsident der Klimakonferenz war der kanadische Umweltminister Stéphane Dion.

## Ergebnisse
Knapp 10.000 Delegierte aus 189 Ländern diskutierten zwei Wochen lang über die Verlängerung des Kyoto-Protokolls und Maßnahmen gegen die globale Erwärmung. Die Klimakonferenz sollte ursprünglich schon am Freitag, dem 9. Dezember 2005, enden. Bis zuletzt wurde jedoch über Grenzwerte für Treibhausgas-Emissionen verhandelt. Russland hatte Einwände gegen das Verfahren erklärt und die Vereinigten Staaten hatten sich grundsätzlich geweigert Grenzwerte festzulegen. Schließlich hatte das Gastgeberland Kanada einen Kompromiss vorgeschlagen, der keine festen Ziele nannte oder konkrete Maßnahmen zur Emissionsreduzierung vorschrieb. Stattdessen wurde verabredet, in den folgenden zwei Jahren Arbeitsgruppen einzurichten, die sich mit Möglichkeiten zu einer langfristigen Reduzierung der Emissionen beschäftigen sollten. Die Staatengemeinschaft hatte dem Kompromiss am 10. Dezember 2005 schließlich zugestimmt. Auch die Vereinigten Staaten stimmten der Einigung zu, lehnten klare Zielvorgaben aber weiterhin ab. Dennoch bezeichnete die Umweltschutzorganisation WWF die Konferenz als Erfolg.